# Morishima Chūryō

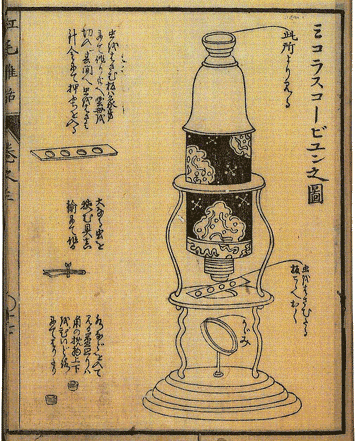
Description d'un microscope dans le livre Récits des néerlandais (紅毛雑話) de 1787.

Morishima Chūryō est un nom japonais traditionnel ; le nom de famille (ou le nom d'école), Morishima, précède donc le prénom (ou le nom d'artiste).
Morishima Chūryō (森島中良) (1756-1810) est un écrivain japonais de l'époque d'Edo réalisant surtout des fictions populaires mais qui a également écrit sur les domaines du rangaku (études occidentales). Il a écrit sous beaucoup de pseudonymes, Manzōtei, Shinra Manzō (ou Shinra Banshō) et Tenjiku Rōjin (« vieil homme originaire d'Inde »). Ce-dernier nom était une allusion au pseudonyme Tenjiku Rōnin (« samouraï sans maître originaire d'Inde »), utilisé par Hiraga Gennai, duquel Morishima était le descendant littéraire principal. Il a coécrit plusieurs pièces avec Gennai au début de sa carrière, et a continué à écrire dans presque tous les genres de la fiction populaire (Gesaku). Il a également écrit kyōka (« poésie comique »), sous le pseudonyme Taketsue no Sugaru. Morishima est le frère cadet de Katsuragawa Hoshū, un médecin du shogunat et l'un des principaux intellectuels du rangaku.